# Franziska Gritsch
Franziska Gritsch (15 de marzo de 1997) es una deportista austríaca que compitió en esquí alpino.
Ganó una medalla de plata en el Campeonato Mundial de Esquí Alpino de 2019, en la prueba de equipo mixto. En la Copa del Mundo consiguió tres podios en total.

## Palmarés internacional
| Campeonato Mundial | Campeonato Mundial | Campeonato Mundial | Campeonato Mundial |
| Año                | Lugar              | Medalla            | Prueba             |
| ------------------ | ------------------ | ------------------ | ------------------ |
| 2019               | Åre (Suecia)       | Medalla de plata   | Equipo mixto       |